# Chassy (Yonne)
Chassy és un municipi francès, situat al departament del Yonne i a la regió de Borgonya - Franc Comtat. L'any 2007 tenia 477 habitants.

## Demografia

### Població
El 2007 la població de fet de Chassy era de 477 persones. Hi havia 188 famílies, de les quals 49 eren unipersonals (29 homes vivint sols i 20 dones vivint soles), 57 parelles sense fills, 78 parelles amb fills i 4 famílies monoparentals amb fills.
La població ha evolucionat segons el següent gràfic:
Habitants censats

### Habitatges
El 2007 hi havia 254 habitatges, 192 eren l'habitatge principal de la família, 44 eren segones residències i 17 estaven desocupats. 238 eren cases i 13 eren apartaments. Dels 192 habitatges principals, 165 estaven ocupats pels seus propietaris, 24 estaven llogats i ocupats pels llogaters i 4 estaven cedits a títol gratuït; 1 tenia una cambra, 6 en tenien dues, 35 en tenien tres, 42 en tenien quatre i 108 en tenien cinc o més. 134 habitatges disposaven pel capbaix d'una plaça de pàrquing. A 65 habitatges hi havia un automòbil i a 105 n'hi havia dos o més.

### Piràmide de població
La piràmide de població per edats i sexe el 2009 era:
| Homes | Edats   | Dones |
| ----- | ------- | ----- |
| 0     | 95 o +  | 0     |
| 0     | 90 a 94 | 4     |
| 0     | 85 a 89 | 0     |
| 8     | 80 a 84 | 4     |
| 12    | 75 a 79 | 12    |
| 12    | 70 a 74 | 20    |
| 4     | 65 a 69 | 4     |
| 16    | 60 a 64 | 0     |
| 8     | 55 a 59 | 20    |
| 16    | 50 a 54 | 12    |
| 24    | 45 a 49 | 12    |
| 12    | 40 a 44 | 16    |
| 8     | 35 a 39 | 8     |
| 8     | 30 a 34 | 12    |
| 4     | 25 a 29 | 12    |
| 12    | 20 a 24 | 4     |
| 8     | 15 a 19 | 12    |
| 12    | 10 a 14 | 0     |
| 12    | 5 a 9   | 12    |
| 8     | 0 a 4   | 12    |

## Economia
El 2007 la població en edat de treballar era de 312 persones, 237 eren actives i 75 eren inactives. De les 237 persones actives 224 estaven ocupades (119 homes i 105 dones) i 12 estaven aturades (6 homes i 6 dones). De les 75 persones inactives 30 estaven jubilades, 27 estaven estudiant i 18 estaven classificades com a «altres inactius».

### Ingressos
El 2009 a Chassy hi havia 194 unitats fiscals que integraven 450 persones, la mediana anual d'ingressos fiscals per persona era de 19.846,5 €.

### Activitats econòmiques
Dels 21 establiments que hi havia el 2007, 1 era d'una empresa extractiva, 2 d'empreses alimentàries, 2 d'empreses de fabricació d'altres productes industrials, 3 d'empreses de construcció, 2 d'empreses de comerç i reparació d'automòbils, 1 d'una empresa de transport, 1 d'una empresa d'hostatgeria i restauració, 1 d'una empresa d'informació i comunicació, 1 d'una empresa financera, 1 d'una empresa immobiliària i 6 d'empreses de serveis.
Dels 2 establiments de servei als particulars que hi havia el 2009, 1 era un guixaire pintor i 1 empresa de construcció.
L'únic establiment comercial que hi havia el 2009 era una carnisseria.
L'any 2000 a Chassy hi havia 12 explotacions agrícoles que ocupaven un total de 1.128 hectàrees.

## Equipaments sanitaris i escolars
El 2009 hi havia una escola maternal integrada dins d'un grup escolar amb les comunes properes formant una escola dispersa.

## Poblacions més properes
El següent diagrama mostra les poblacions més properes.